# Mandy Minellaová
Mandy Minellaová (* 22. listopadu 1985 Esch-sur-Alzette) je bývalá lucemburská profesionální tenistka. Ve své kariéře na okruhu WTA Tour vyhrála dva turnaje ve čtyřhře, když v sezóně 2013 triumfovala s Maďarkou Tímeou Babosovou nejdříve v kolumbijské Bogotě a poté v marocké Marrákéši. V sérii WTA 125 ovládla singlovou soutěž v Bolu 2016 a s Krejčíkovou deblovou v Limoges 2015. V rámci okruhu ITF získala do července 2016 deset titulů ve dvouhře a sedm ve čtyřhře.
Na žebříčku WTA byla nejvýše ve dvouhře klasifikována v roce 2012 na 66. místě a ve čtyřhře pak v roce 2013 na 47. místě. Naposledy ji trénoval její manžel Tim Sommer.
V lucemburském fedcupovém týmu debutovala v roce 2000 utkáním základního bloku 1. skupiny zóny Evropy a Afriky proti Ukrajině, v němž prohrála čtyřhru po boku Celine Francoisové. Přesto Lucemburčanky zvítězily 2:1 na zápasy. Do roku 2017 v soutěži nastoupila ke čtyřiceti jednomu mezistátním utkáním s bilancí 13–11 ve dvouhře a 7–23 ve čtyřhře.
Na Hrách malých států Evropy (Games of the Small States of Europe) vybojovala v letech 2003–2009 celkem šest zlatých medailí, z toho dvě ve dvouhře a čtyři ve čtyřhře, a z dvouhry dále po jednom stříbru a bronzu.

## Tenisová kariéra
Nejlepším výsledkem na grandslamu je postup do 3. kola US Open 2010. Jednalo se o její první účast v hlavní soutěži na Grand Slamu. V rámci kvalifikace ztratila ve třech zápasech pouze jediný set. V úvodním kole hlavní soutěže přešla přes 47. hráčku světa Slovinku Polonu Hercogovou, následně zdolala 34. tenistku žebříčku a tehdy aktuální wimbledonskou semifinalistku Cvetanu Pironkovovou. Ve třetí fázi turnaje nestačila na světovou čtyřku Venus Williamsovou, které podlehla 2–6, 1–6.
Stejné fáze turnaje dosáhla také o dva roky později. V úvodním kole na US Open 2012 zdolala divokou kartu Olivii Rogowskou, ve třech setech. Ve druhém kole si poradila s českou kvalifikantkou Kristýnou Plíškovou a ve třetí fázi nestačila na Annu Tatišviliovou, od které si odnesla kanára.

## Finále na okruhu WTA Tour

### WTA Tour
| Legenda                           |
| --------------------------------- |
| D – dvouhra; Č – čtyřhra          |
| Grand Slam (0)                    |
| WTA Tour Championships (0)        |
| Premier Mandatory & Premier 5 (0) |
| Premier (0)                       |
| International ((0–1 D, 2–5 Č)     |

### Dvouhra: 1 (0–1)
| Stav       | č. | datum             | turnaj            | povrch | soupeřka ve finále | výsledek      |
| ---------- | -- | ----------------- | ----------------- | ------ | ------------------ | ------------- |
| Finalistka | 1. | 22. července 2018 | Gstaad, Švýcarsko | antuka | Alizé Cornetová    | 4–6, 6–7(6–8) |

#### Čtyřhra: 7 (2–5)
| Stav       | Č. | Datum          | Turnaj                 | Povrch    | Spoluhráčka        | Soupeřky ve finále                             | Výsledek      |
| ---------- | -- | -------------- | ---------------------- | --------- | ------------------ | ---------------------------------------------- | ------------- |
| Finalistka | 1. | 18. února 2012 | Bogotá, Kolumbie       | antuka    | Stefanie Vögeleová | Eva Birnerová Alexandra Panovová               | 2–6, 2–6      |
| Finalistka | 2. | 12. ledna 2013 | Hobart, Austrálie      | tvrdý     | Tímea Babosová     | Garbiñe Muguruzaová María Teresa Torró Florová | 3–6, 6–7(5–7) |
| Vítězka    | 1. | 23. února 2013 | Bogotá, Kolumbie       | antuka    | Tímea Babosová     | Eva Birnerová Alexandra Panovová               | 6–4, 6–3      |
| Vítězka    | 2. | 28. dubna 2013 | Marrákéš, Maroko       | antuka    | Tímea Babosová     | Kristina Mladenovicová Petra Martićová         | 6–3, 6–1      |
| Finalistka | 3. | 14. září 2013  | Taškent, Uzbekistán    | tvrdý     | Olga Govorcovová   | Tímea Babosová Jaroslava Švedovová             | 3–6, 3–6      |
| Finalistka | 4. | 21. září 2014  | Soul, Jižní Korea      | tvrdý     | Mona Barthelová    | Lara Arruabarrenová Irina-Camelia Beguová      | 3–6, 3–6      |
| Finalistka | 5. | 20. října 2018 | Lucemburk, Lucembursko | tvrdý (h) | Věra Lapková       | Greet Minnenová Alison Van Uytvancková         | 6–7(3–7), 2–6 |

### Finále série WTA 125
| Legenda                  |
| ------------------------ |
| D – dvouhra; Č – čtyřhra |
| WTA 125 (1–0 D; 3–0 Č)   |

### Dvouhra: 1 (1–0)
| Stav    | Č. | Datum          | Turnaj          | Povrch | soupeřka ve finále | Výsledek |
| ------- | -- | -------------- | --------------- | ------ | ------------------ | -------- |
| Vítězka | 1. | 5. června 2016 | Bol, Chorvatsko | antuka | Polona Hercogová   | 6–2, 6–3 |

#### Čtyřhra: 3 (3–0)
| Stav    | č. | datum              | turnaj           | povrch    | spoluhráčka        | soupeřky ve finále                         | výsledek              |
| ------- | -- | ------------------ | ---------------- | --------- | ------------------ | ------------------------------------------ | --------------------- |
| Vítězka | 1. | 15. listopadu 2015 | Limoges, Francie | tvrdý (h) | Barbora Krejčíková | Margarita Gasparjanová Oxana Kalašnikovová | 1–6, 7–5, [10–6]      |
| Vítězka | 2. | 14. listopadu 2016 | Limoges, Francie | tvrdý (h) | Elise Mertensová   | Renata Voráčová Anna Smithová              | 6–4, 6–4              |
| Vítězka | 3. | 9. června 2019     | Bol, Chorvatsko  | antuka    | Timea Bacsinszká   | Renata Voráčová Cornelia Listerová         | 0–6, 7–6(7–3), [10–4] |

## Finále na okruhu ITF
| $100,000 tournaments |
| $75,000 tournaments  |
| $50,000 tournaments  |
| $25,000 tournaments  |
| $10,000 tournaments  |

### Dvouhra: 24 (16–8)

#### Vítězka
| Č.  | Datum             | Turnaj                                 | Povrch     | Finalistka                 | Výsledek      |
| --- | ----------------- | -------------------------------------- | ---------- | -------------------------- | ------------- |
| 1.  | 23. května 2004   | Zadar, Chorvatsko                      | antuka     | Matea Mezaková             | 7–5, 5–7, 6–4 |
| 2.  | 7. srpna 2005     | Gardone Val Trompia, Itálie            | antuka     | Sandra Záhlavová           | 6–4, 6–3      |
| 3.  | 21. května 2006   | Caserta, Itálie                        | antuka     | Alisa Klejbanovová         | 6–2, 6–4      |
| 4.  | 19. dubna 2009    | Tessenderlo, Belgie                    | antuka (h) | Youlia Fedossová           | 7–5, 6-3      |
| 5.  | 24. ledna 2010    | Lutz, Spojené státy americké           | antuka     | Jamie Hamptonová           | 6–2, 4–6, 6–2 |
| 6.  | 4. července 2010  | Stuttgart-Vaihingen                    | antuka     | Elise Tamaelaová           | 6–4, 6–2      |
| 7.  | 18. července 2011 | Darmstadt, Německo                     | antuka     | Karolína Plíšková          | 7–6(5), 6–2   |
| 8.  | 4. listopadu 2013 | Captiva Island, Spojené státy americké | tvrdý      | Gabriela Dabrowská         | 6-3, 6-3      |
| 9.  | 9. června 2014    | Essen, Německo                         | antuka     | Richèl Hogenkampová        | 6–2, 4–6, 6–3 |
| 10. | 11. října 2015    | Kirkland, Spojené státy americké       | tvrdý      | Nicole Gibbsová            | 2–6, 7–5, 6–2 |
| 11. | 25. září 2016     | Albuquerque, Spojené státy americké    | tvrdý      | Verónica Cepedeová Roygová | 6–4, 7–5      |
| 12. | 1. dubna 2018     | Pula, Itálie                           | antuka     | Deborah Chiesaová          | 6–3, 7–6(7)   |
| 13. | 16. června 2018   | Essen, Německo                         | antuka     | Cindy Burgerová            | 7–5, 4–6, 6–4 |
| 14. | 1. července 2018  | Stuttgart, Německo                     | antuka     | Anna Zajová                | 6–4, 4–6, 6–1 |
| 15. | 3. listopadu 2018 | Pétange, Lucembursko                   | tvrdý (h)  | Hélène Scholsenová         | 6–2, 6–1      |
| 16. | 3. listopadu 2019 | Tyler, Spojené státy americké          | tvrdý      | Alexa Glatchová            | 6–4, 6–4      |

### Čtyřhra: 18 (10–8)
| Č.  | Datum              | Turnaj                            | Povrch | Spoluhráčka            | Finalistky                                 | Výsledek         |
| --- | ------------------ | --------------------------------- | ------ | ---------------------- | ------------------------------------------ | ---------------- |
| 1.  | 4. dubna 2004      | Neapol, Itálie                    | antuka | Elke Clijstersová      | Michelle Gerardsová Marielle Hooglandová   | 6–1, 6–0         |
| 2.  | 23. května 2004    | Zadar, Chorvatsko                 | antuka | Lisa Tognettiová       | Michaela Michálková Martina Babáková       | bez boje         |
| 3.  | červenec 2010      | Stuttgart, Německo                | antuka | Irena Pavlovicová      | Magdalena Kiszczynská Erika Semaová        | 6–3, 6–4         |
| 4.  | červenec 2011      | Cuneo, Itálie                     | antuka | Stefanie Vögeleová     | Eva Birnerová Vesna Doloncová              | 6–3, 6–2         |
| 5.  | červenec 2011      | Cali, Kolumbie                    | antuka | Karin Knappová         | Alexandra Cadanțuová Ioana Raluca Olaruová | 6–4, 6–3         |
| 6.  | 10. dubna 2015     | Medellín, Kolumbie                | antuka | Lourdes Domínguez Lino | Mariana Duqueová Julia Glušková            | 7–5, 4–6, [10–5] |
| 7.  | 10. října 2015     | Kirkland, Spojené státy americké  | tvrdý  | Stephanie Foretzová    | Lesley Kerkhoveová Arantxa Rusová          | 6–4, 4–6, [10–4] |
| 8.  | 17. prosince 2016  | Dubaj, Spojené arabské emiráty    | tvrdý  | Nina Stojanovićová     | Sie Šu-wej Valerija Savinychová            | 6–3, 3–6, [10–4] |
| 9.  | 8. září 2019       | Montreux, Švýcarsko               | antuka | Xenia Knollová         | Conny Perrinová Ylena In-Albonová          | 6–3, 6–4         |
| 10. | 10. listopadu 2019 | Henderson, Spojené státy americké | tvrdý  | Olga Govorcovová       | Alexandra Muellerová Sophie Changová       | 6–3, 6–4         |

## Soukromý život
V říjnu 2014 se ve svém rodném městě Esch-sur-Alzette provdala za svého přítele a zároveň trenéra Tima Sommera. V říjnu 2017 se jim narodila dcera Emma Lina a v prosinci 2020 druhá dcera Maya.